# مانويل بينيا لوبيز
مانويل بينيا لوبيز (بالإسبانية: Manuel Peña López)‏ هو لاعب كرة مضرب أرجنتيني، ولد في 10 فبراير 1998 في مندوزا في الأرجنتين.

## وصلات خارجية
- مانويل بينيا لوبيز على موقع رابطة محترفي التنس (الإنجليزية)
- مانويل بينيا لوبيز على موقع الاتحاد الدولي لكرة المضرب (الإنجليزية)
- مانويل بينيا لوبيز على موقع خلاصة التنس.كوم (الإنجليزية)